# Joiri Mikitinez
Joiri Mikitinez ist ein ehemaliger ukrainischer Skispringer.

## Werdegang
Mikitinez gab am 7. Februar 1999 auf der Großschanze in Harrachov sein Debüt im Skisprung-Weltcup. Als 53. verpasste er jedoch deutlich einen Sprung in den zweiten Durchgang. Wenig später startete er bei der Nordischen Skiweltmeisterschaft 1999 in Ramsau am Dachstein. Von der Normalschanze landete er auf Rang 64. Wenige Tage zuvor hatte er von der Großschanze bereits Rang 60 erreicht.